# Съвещателна демокрация
Съвещателна демокрация (на английски: deliberative democracy), понякога наричана дискурсивна демокрация е система за взимане на политически решения, която разчита на общото съвещаване за да изгради определена политика. В контраст с традиционната теория за демокрацията, при която гласуването е централно, теоретиците на съвещателната демокрация твърдят, че легитимно законотворчество може да възникне чрез публично съвещаване. Този тип демокрация включва елементи на пряката демокрация и репрезентативната демокрация.
|  | Тази страница частично или изцяло представлява превод на страницата Deliberative democracy в Уикипедия на английски. Оригиналният текст, както и този превод, са защитени от Лиценза „Криейтив Комънс – Признание – Споделяне на споделеното“, а за съдържание, създадено преди юни 2009 година – от Лиценза за свободна документация на ГНУ. Прегледайте историята на редакциите на оригиналната страница, както и на преводната страница, за да видите списъка на съавторите. ВАЖНО: Този шаблон се отнася единствено до авторските права върху съдържанието на статията. Добавянето му не отменя изискването да се посочват конкретни източници на твърденията, които да бъдат благонадеждни. |